# William Mynors
William Mynors war ein englischer Seefahrer. Als Kapitän des Schiffes Royal Mary der Britischen Ostindien-Kompanie entdeckte er am Weihnachtstag des Jahres 1643 im Indischen Ozean eine ihm bis dahin unbekannte Insel, die er Weihnachtsinsel benannte.